# Karlheinz Boujong
Karlheinz Boujong (* 31. März 1931 in Mülheim an der Mosel; † 13. August 2004) war ein deutscher Jurist, Vorsitzender Richter am Bundesgerichtshof und Honorarprofessor an der Hochschule für Verwaltungswissenschaften Speyer.

## Werdegang
Boujong studierte nach dem Abitur, welches er am neusprachlichen Gymnasium in Bernkastel-Kues ablegt, Rechtswissenschaften an der Universität Bonn. Nach seiner Referendarzeit im Oberlandesgerichtsbezirk Neustadt an der Weinstraße trat er am 1. August 1958 als Assessor in den höheren Justizdienst des Landes Rheinland-Pfalz ein und wurde im Jahr 1962 zum Landgerichtsrat am Landgericht Trier ernannt, 1967 zum Oberlandesgerichtsrat am Oberlandesgericht Koblenz. Zwischen 1971 und 1974 war Boujong als wissenschaftlicher Mitarbeiter am BGH tätig, anschließend für einige Zeit in die öffentlich-rechtliche Abteilung des Justizministeriums in Mainz abgeordnet. Mit Wirkung vom 13. Januar 1976 wurde er zum Richter am Bundesgerichtshof berufen. Dort wirkte Boujong zunächst über zwölf Jahre im III. Zivilsenat. Parallel dazu arbeitete er in dieser Phase auch als Ermittlungsrichter am BGH. Vom 1. Dezember 1988 bis zu seinem Eintritt in den Ruhestand zum 31. März 1996 war er als Nachfolger von Alfred Kellermann Vorsitzender des II. Zivilsenats, welcher für das Personen- und Kapitalgesellschaftsrecht sowie das Vereins- und Verbandsrecht zuständig war.
Boujong verstarb im August 2004 nach schwerer, unheilbarer Krankheit.

## Veröffentlichungen
- Handelsgesetzbuch, Kommentar (Mitherausgeber mit Carsten Thomas Ebenroth, Detlev Joost, Lutz Strohn), 2 Bände, München, zuletzt 3. Aufl. 2014/15: C.H. Beck/Franz Vahlen, ISBN 978-3-8006-4497-1
- Karlsruher Kommentar zum Gesetz über Ordnungswidrigkeiten, 3. Aufl. München 2002: C.H. Beck, ISBN 978-3-406-33310-1 (als Herausgeber)
- Eigentum, Sozialbindung, Enteignung, 1987 (mit Karl Nüßgens, NJW-Schriftenreihe Heft 44)
- Rechtliche Mindestanforderung an eine ordnungsgemäße Vorstandskontrolle und -beratung, Die Aktiengesellschaft 1995, 203–207
- Legitime richterliche Rechtsfortbildung im Recht des qualifizierten faktischen GmbH-Konzerns, in Gerd Pfeiffer, Joachim Kummer, Silke Scheuch (Hrsg.): Festschrift für Hans Erich Brandner zum 70. Geburtstag, Köln 1996: O. Schmidt, S. 23–29, ISBN 3-504-06017-4
- Rechtsfortbildung, Rechtsprechungsänderung und Vertrauensschutz in der Judikatur des BGH, in: Stephan Lorenz, Alexander Trunk u. a.: Festschrift für Andreas Heldrich zum 70. Geburtstag, München 2005: C.H. Beck, ISBN 3-406-52897-X

## Würdigung
- Carsten Thomas Ebenroth, Dieter Hesselberger, Manfred Eberhard Rinne (Hrsg.): Verantwortung und Gestaltung. Festschrift für Karlheinz Boujong zum 65. Geburtstag. München 1996: C.H. Beck, ISBN 3-406-40594-0